# Nieheim (Istha)
Koordinaten: 51° 17′ 29″ N, 9° 12′ 45″ O
Nieheim war eine Dorfsiedlung in der heutigen Gemarkung von Istha, einem Stadtteil von Wolfhagen im nordhessischen Landkreis Kassel.

## Geographische Lage
Der Ort befand sich etwa 1,5 km südwestlich von Istha, 1,5 km östlich von Bründersen, 2 km nordöstlich von Altenstädt und 2,5 km nordwestlich von Balhorn, auf 341 m Höhe, in der Feldmark von Istha, im Bereich eines heutigen Windparks. Etwa 500 m östlich liegt die Wüstung Bensen. Eine Flurbezeichnung südwestlich von Istha erinnert an das verschwundene Dorf.

## Geschichte
Der Ort wurde im Jahre 1149 als „villa Niuheim“ im Salbuch des Klosters Hasungen erstmals urkundlich erwähnt, als das Kloster und das St. Petri-Stift zu Fritzlar um den dortigen Rottzehnten stritten und Erzbischof Heinrich von Mainz als Schiedsrichter anriefen. 1151 bestätigte der Erzbischof dem Kloster den Erwerb von Grundbesitz in Nieheim und „Langelach“, den das Kloster von Adelung von Gasterfeld im Tausch für bisherigen Besitz in Gasterfeld und Langeln erworben hatte; dabei wurde der Ort als „praedium“ (Landgut) bezeichnet und „Nuihem“ genannt.
Am 4. Juni 1253 fand das Dorf noch einmal Erwähnung: der Dekan und das Kapitel des Fritzlarer St. Petri-Stifts bekundeten, dass ihnen zwar der Zehnt in den Dörfern Istha, Nieheim („Nueim“), Bensen, Todenhausen, Gran und Odelsen zustehe, dass aber die Hälfte des Rottzinses auf in diesen Dörfern durch Rodung gewonnenes Land dem Kloster Hasungen auf ewig überlassen werde.
Spätestens 1515 lag der Ort wüst; seine Bewohner waren vermutlich ins nahe Istha gezogen, zu dessen Gemarkung die Feldmark des Orts seitdem gehört.